# Theretra clotho
Theretra clotho là một loài bướm đêm thuộc họ Sphingidae.

## Hình ảnh

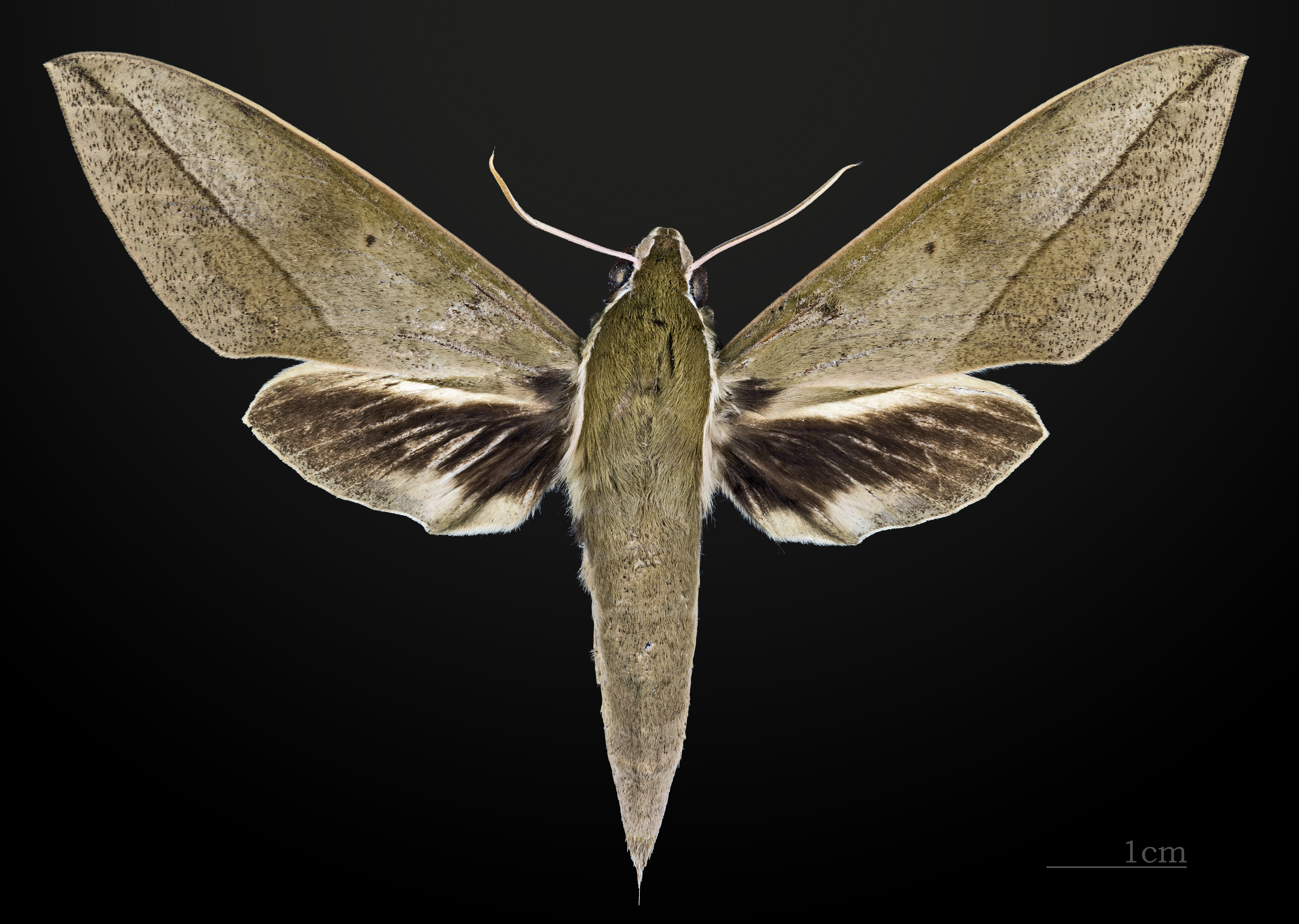
♂
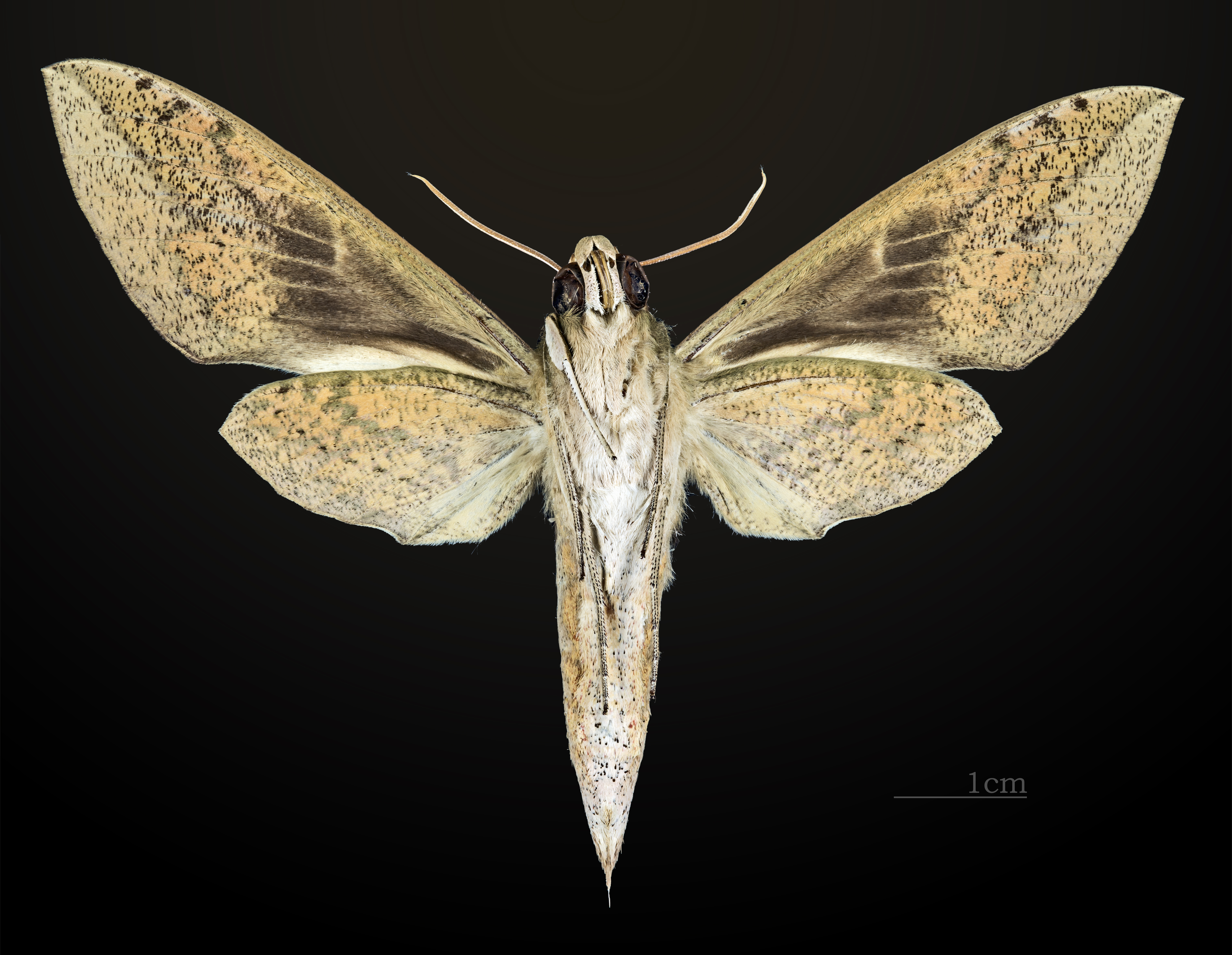
♂ △
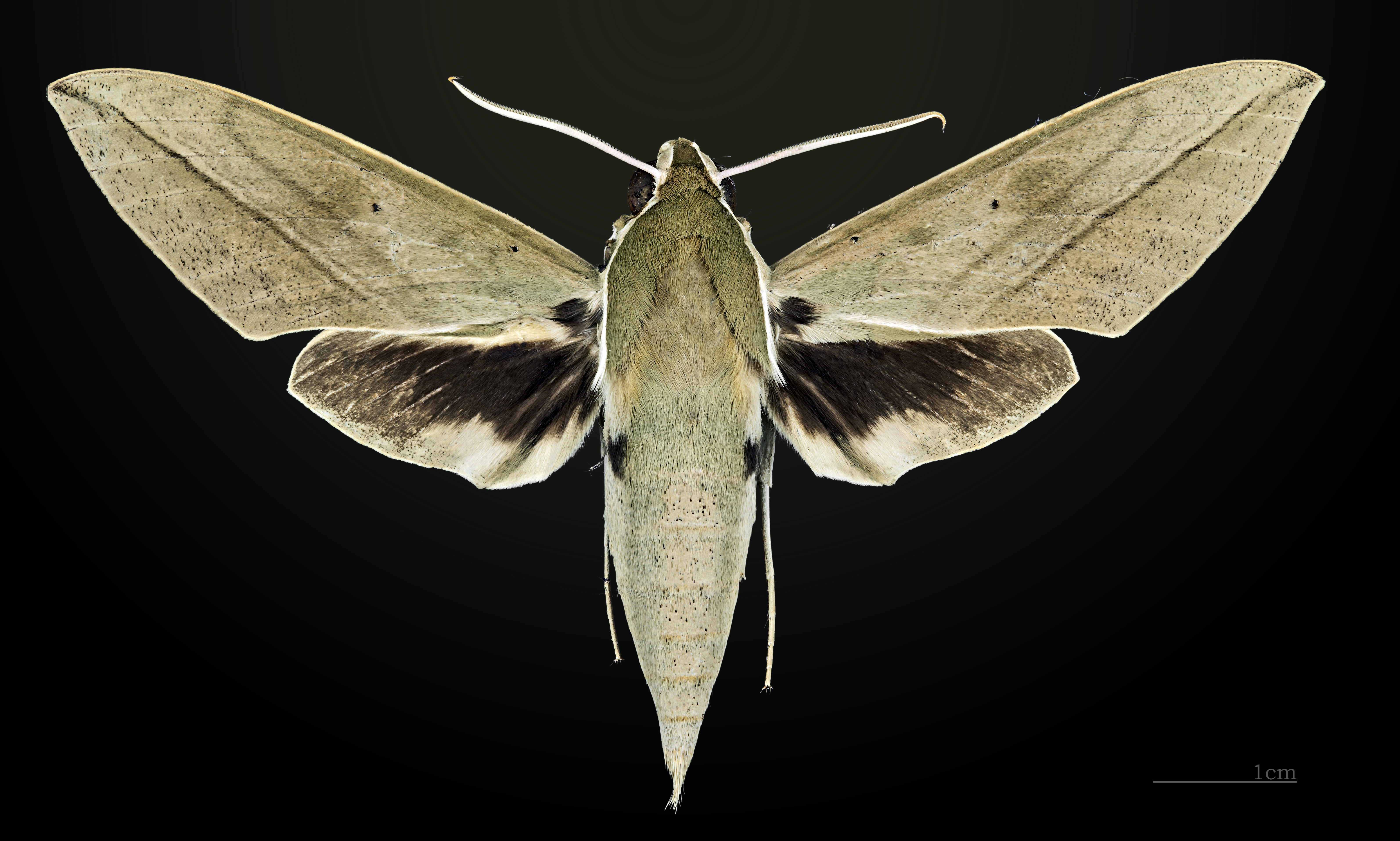
♀
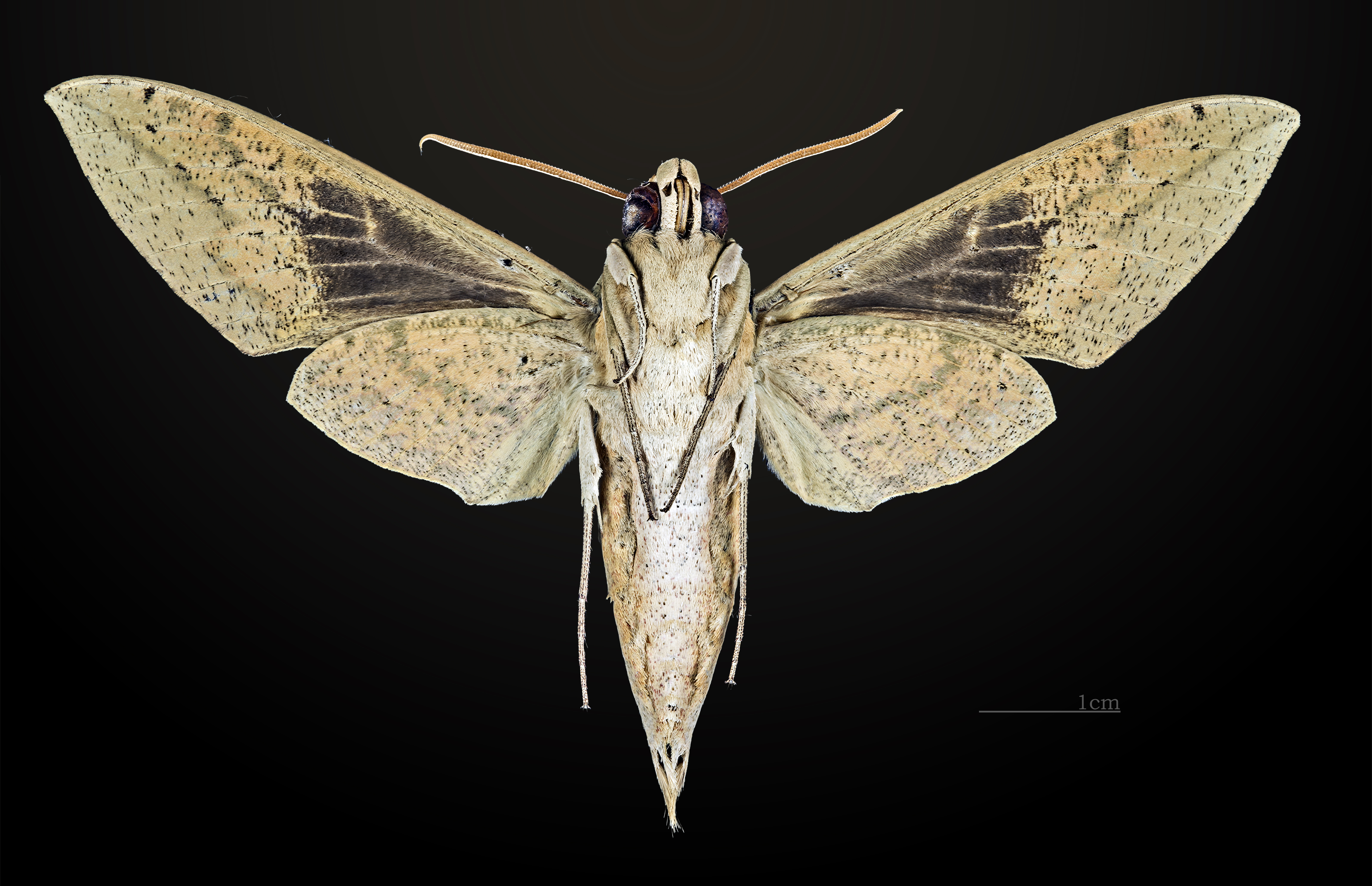
♀ △

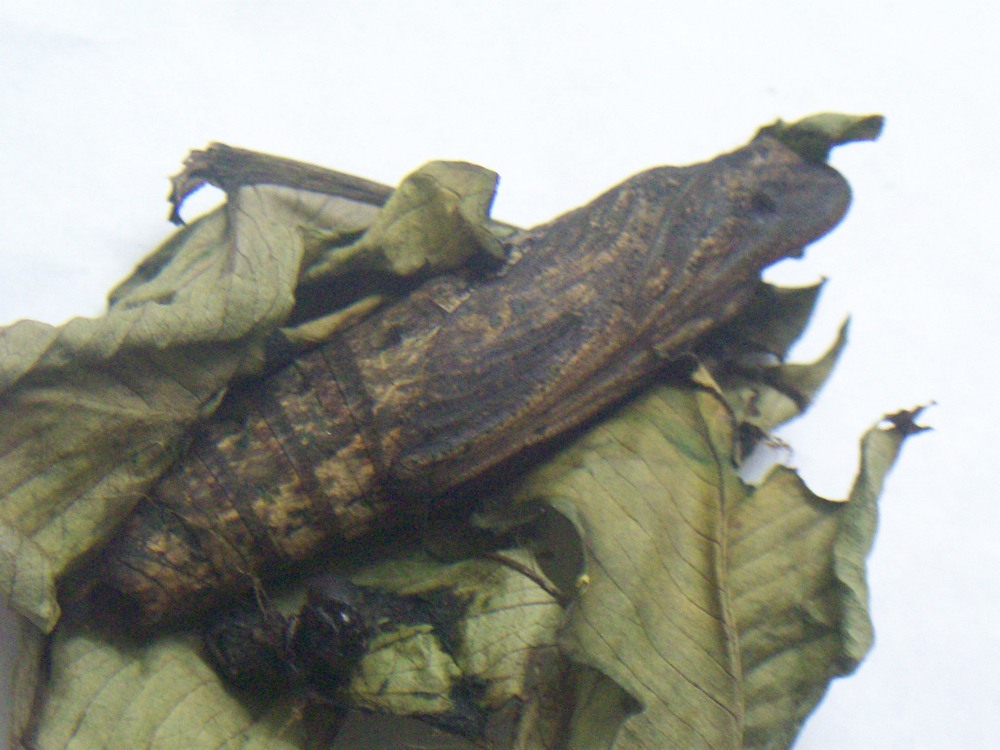
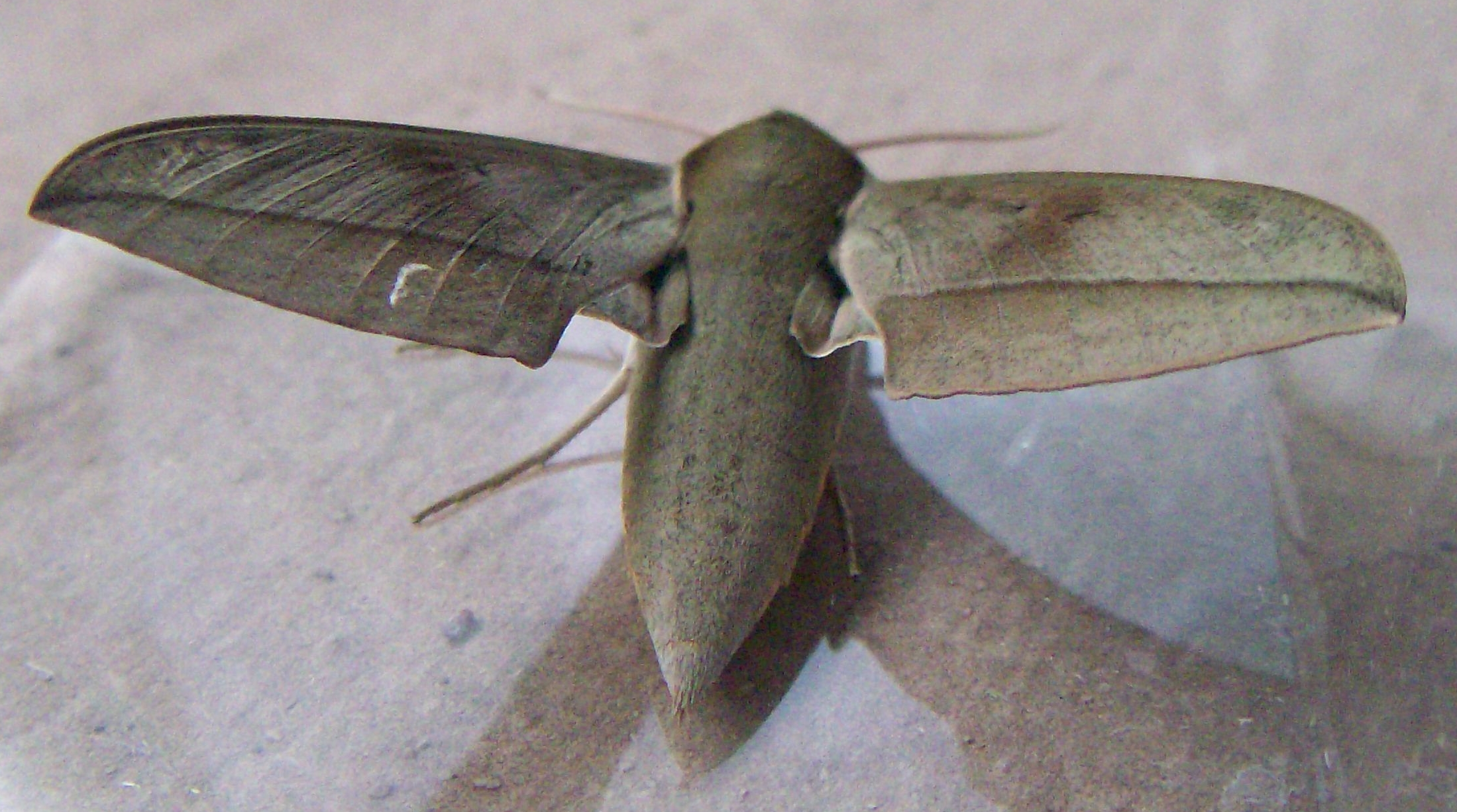
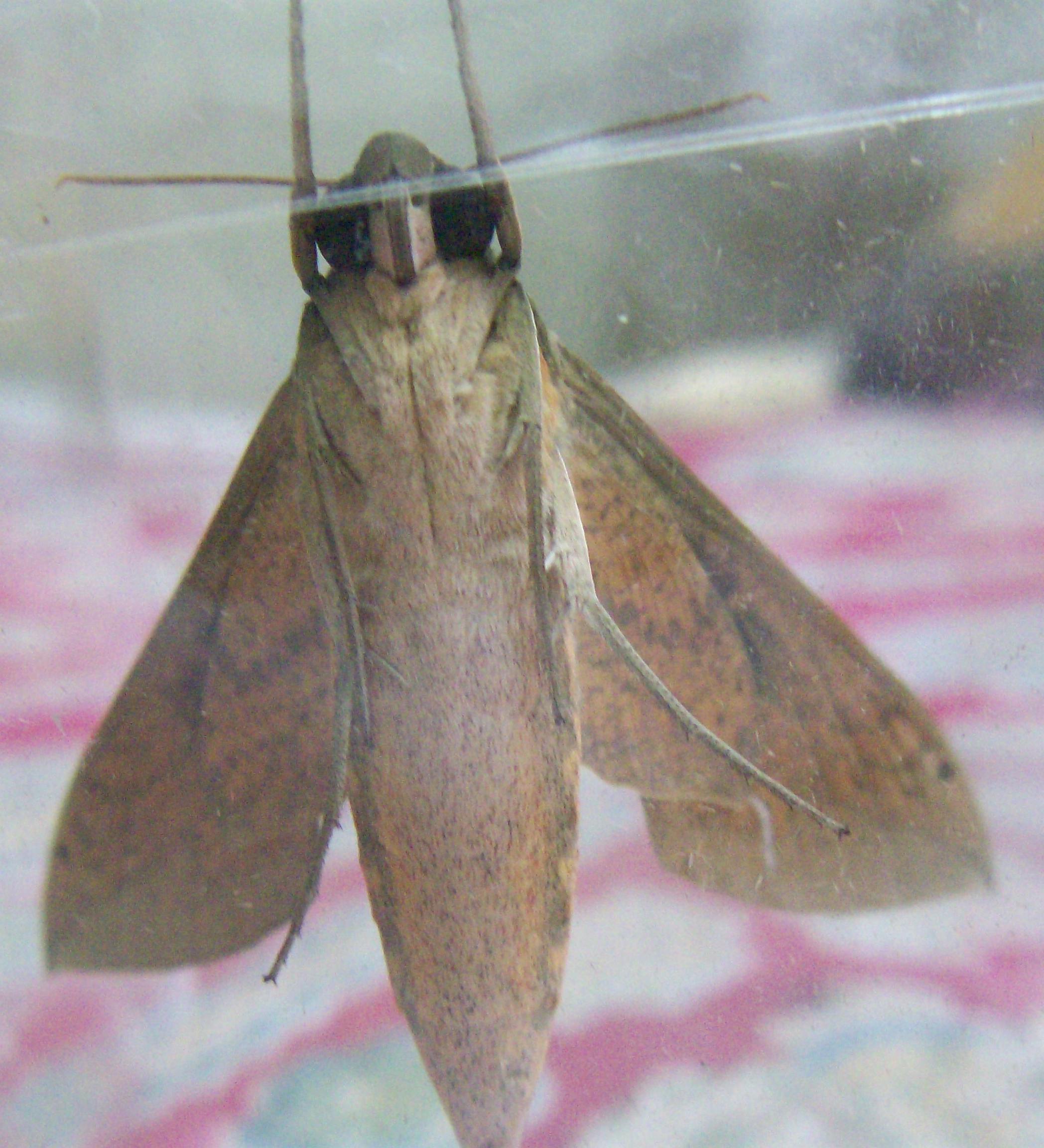